# 三星Galaxy A9
三星Galaxy A9 (2016)是三星電子製造的Android中階智慧型手機，於2016年1月，與三星Galaxy A3（2016）、三星Galaxy A5（2016）還有三星Galaxy A7（2016）同時發布，運行Android 5.1.1 Lollipop作業系統。這台智慧型手機搭載了高通 驍龍 652 SoC，由 4個ARM Cortex-A72 和 4個ARM Cortex-A53 核心、Adreno510 GPU、3 GB的記憶體和32 GB儲存空間組成，最大可以擴充到128 GB的MicroSD記憶卡，電池為不可拆卸式4000mAh，支援快充。另外，這款手機並未在台灣上市。

## 技術規格
- 後置攝像頭：1300萬像素
- 前置攝像頭：800萬像素
- 內存：3 GB RAM
- 存儲：32 GB
- 電池：4000 mAh
- 處理器：Qualcomm Snapdragon 652
- 出厂版本：Android 5.1.1
- 最新版本：Android 6.0.1
- 重量：200克
- 顯示屏：6英寸 Super AMOLED FHD